# Větrný mlýn v Bílině
Větrný mlýn v Bílině je zaniklý mlýn holandského typu, který stál severozápadně od centra Bíliny na Mosteckém předměstí u státní silnice na Teplice ve výšce přibližně 230 m n. m.. Je po něm pojmenovaná místní ulice Na Větráku a místo nese název Větrák.

## Historie
Větrný mlýn byl postaven před rokem 1842 na vyvýšeném místě nad Bílinou na stavební parcele označené číslem 389. V roce 1861 se uvádí jeho výrobní kapacita na 25 centů obilí. Zanikl koncem 19. století.